# Lütfi Elvan
 (juin 2025).
Si vous disposez d'ouvrages ou d'articles de référence ou si vous connaissez des sites web de qualité traitant du thème abordé ici, merci de compléter l'article en donnant les références utiles à sa vérifiabilité et en les liant à la section « Notes et références ».
Lütfi Elvan né le 12 mars 1962 à Ermenek, est un homme politique turc.

## Biographie
Lütfi Elvan naît en 1962.
Diplômé de l'Université technique d'Istanbul, fait son master à l'Université de Leeds, fait son doctorat à l'Université du Delaware.
Il commence à travailler à Etibank en 1987, plus tard il rejoint l'Organisation du plan d'État (DPT) en 1989, il est sous-secrétaire d'État de DPT (2002-2007).
Il rejoint le AKP en 2007. Député de Karaman (2007-2015), d'Antalya (2015), de Mersin (2018-2020). Co-président de la commission parlementaire mixte UE-Turquie (2007-2011), président de la commission du plan et du budget (2011-2013 et 2019-2020), ministre des transports, de la marine et de la communication (2013-2015), vice-premier ministre (2015-2016), ministre du développement (2016-2018) et ministre du trésor et des finances (2020-2021). Vice-président d'AKP chargé des affaires économiques (2018-2019)